# Złoty strzał (samobójstwo)
Złoty strzał – eufemizm oznaczający przedawkowanie narkotyku kończące się śmiercią. Termin stosowany jest głównie w odniesieniu do narkotyków zażywanych dożylnie (np. heroiny). Odnosi się to zarówno do świadomego przedawkowania narkotyku, czyli samobójstwa, jak i nieświadomego, wynikającego z nieumiejętnego przyjęcia substancji odurzającej bądź jej większej czystości, które to rozróżnienie często nie jest możliwe podczas sekcji zwłok lub analizy toksykologicznej.